# Cis diminutivus
Cis diminutivus är en skalbaggsart som beskrevs av Sharp 1879. Cis diminutivus ingår i släktet Cis och familjen trädsvampborrare. Inga underarter finns listade i Catalogue of Life.